# لئون هفتم

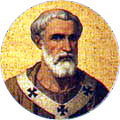

پاپ لئون هفتم (به انگلیسی: Leo VII) یکی از پاپ‌های کلیسای کاتولیک رم بود که از ۹۳۶ تا ۹۳۹ میلادی پاپ بود.